# 5e groupe d'autos-mitrailleuses et autos-canons
Pour les articles homonymes, voir 5e groupe (unité militaire).
Le 5e groupe d'autos-mitrailleuses et autos-canons (ou 5e GAMAC), constitué début octobre 1914, est l'un des 17 groupes d'autos-mitrailleuses et autos-canons, petites unités d'artillerie légère mobile mises à disposition de l'armée française pendant la campagne contre l'Allemagne.

## Création, dénominations et affectations
- Créé début octobre 1914 par le général Gallieni, gouverneur militaire de Paris, le 5e groupe d'autos-canons de la Marine voit ses deux sections opérer indépendamment l'une de l'autre dès leur départ au front. La 9e section est initialement affectée au Q.G. de la 43e division d'infanterie (DI), elle-même organiquement rattachée au 21e corps d'armée. Du 7 au 31 décembre 1914, elle est affectée à l’artillerie divisionnaire de la 43e DI. En janvier 1915 elle rejoint la 77e DI, elle-même affectée au 33e corps d'armée. En février, elle est affectée à la 23e DI . La 10e section se voit affectée en tant qu’élément non endivisionné à l’état-major du 21e corps d’armée, où elle rejoint la 8e section (4e groupe) pour former un groupement ad hoc, dit « Groupement de Chevigné ».
- Les deux sections sont réunies le 1er juin 1915 pour former définitivement le 5e groupe d'autos-canons de la Marine affecté dans son entier au 21e corps d'armée. Cette affectation dure jusqu'au 15 février 1916, date du retour du groupe à Boulogne-Billancourt pour sa dissolution comme unité de Marine le 1er mars.
- Reconstitué comme unité de cavalerie le 15 avril, il rejoint la 8e division de cavalerie (DC). En conséquence de la dissolution de la 8e division de cavalerie le 5 août 1916, il passe temporairement à l'état-major de la 6e division de cavalerie, où il se trouve en surnombre. Avec le 3e GAMAC, son binôme, il est mis le 27 août 1916 à la disposition du Groupe d'armées du Nord qui l'affecte quelques jours plus tard à la 2e division de cavalerie. Puis, il est à nouveau réaffecté à la 6e DC en avril 1917 pour revenir au 2e corps de cavalerie en août. Sa dissolution est décidée à effet du 30 octobre 1917.
- Le 5e groupes d'automitrailleuses de cavalerie (AMC) est reconstitué le 1er janvier 1920 pour pour opérer en Algérie et accessoirement en Tunisie. Il est affecté à l’état-major du 19e corps d’armée et administrativement au 5e régiment de chasseurs d’Afrique, en garnison à Alger.

## Historique des campagnes et batailles

### Campagne contre l'Allemagne
1914
- 9e section :

Dès son arrivée au front le 16 octobre, la section participe à l'attaque sur la ligne Carency - Ablain-Saint-Nazaire - Notre-Dame-de-Lorette - Aix-Noulette. Puis elle se rend dans les Flandres belges à Ypres. En novembre, elle prend un service dans un sous-secteur de tranchées à Menin puis revient en France en décembre où elle cantonne à l'arrière avant un engagement du 23 au 26 décembre à Carency.
- 10e section :

A son arrivée au front le 15 octobre, la 10e section est appelée à constituer un groupement ad hoc avec la 8e section du 4e groupe d'autos-canons, l'ensemble étant identifié comme le « Groupement de Chevigné ». Ce groupement opère de concert avec la Batterie du capitaine Drouet à la disposition de la 13e division d'infanterie jusqu'à la fin de l'année à Vermelles, d'abord en reconnaissances et appuis, puis en service de tranchées.
1915
- 9e section :

En janvier- février, la section est chargée d'organiser et instruire l'artillerie divisionnaire de la 77e division d'infanterie à Carency puis celle de la 43e DI à Aix-Noulette. On ignore ses emplois de mars à fin mai.
- 10e section :

En janvier- février, la section poursuit son service tranchées. On ignore ses emplois de mars à fin mai.
- Les deux sections réunies dans le 5e Groupe d'autos-canons

Début juin, les deux sections se réunissent en un groupe à Nœux-les-Mines où elle restent apparemment sans emploi. Pourtant, le lieutenant de vaisseau Hergault, arrivé dans l’Artois le 1er juin avec le 15e groupe d’autos-canons qu'il commande, accompagné des 13e et 14e groupes rapporte :

« Le 11 juin je reçois l’ordre du général Foch de former par réunion des 5e, 8e, 11e, 15e groupes et de la Batterie Drouet un groupement d’autos-canons rattaché à la 10e armée et chargé de coopérer en entier ou par envoi de groupes isolés soit aux opérations des régiments de cavalerie de corps soit à la protection de convois automobiles de troupes d'infanterie [...] En conséquence, les groupes précités et le 15e groupe sont rassemblés à Croix-en-Ternois (8, 12 et 15), et à Croisette (5, 11 et Batterie Drouet). »

Le groupement ad hoc ainsi virtuellement formé reste en alerte pendant 12 jours et se voit dissous fin juin sans être intervenu. Chaque groupe d'auto-canons est rendu à son unité de rattachement organique. Le 5e groupe peut alors joindre à Pernes (Pas-de-Calais), le QG de la brigade de spahis auprès duquel il reste jusqu'au 25 septembre. Il déplace ensuite son cantonnement à Monchy-Cayeux jusqu'au 15 novembre, date à laquelle il s'installe à Bruay-en-Artois pour une mission de soutien de veille et d'artillerie près des tranchées.
1916
Le service de tranchées se poursuit en janvier, puis le groupe fait mouvement vers Boulogne-Billancourt pour être dissous le 1er mars en tant que groupe de Marine.

Après un mois de préparation et d'entraînement des nouveaux effectifs militaires, le groupe, constitué en GAMAC, rejoint sa nouvelle affectation à Lunéville à la 8e division de cavalerie où il trouve le 3e GAMAC en alternance avec lequel il occupe un sous-secteur en forêt de Parroy tenu de concert jusqu'à fin juillet, à la dissolution de la division.

Après une affectation temporaire à la 6e division de cavalerie dans les Vosges, le 5e GAMAC est affecté le 27 août au Groupe d'armées du Nord au sud d'Amiens. On ignore ensuite tout de ses mouvements et opérations jusqu'à la fin de l'année 1916.
1917
Affecté initialement au 6e régiment d'artillerie de campagne, le groupe passe à la 6e division de cavalerie le 27 avril près d’Épernay et cantonne avec les 8e et 17e GAMAC pendant un mois à Mareuil-sur-Aÿ avant de prendre un secteur de tranchées à l'Est de Reims jusqu'à sa dissolution le 30 octobre 1917. Le personnel du 5e GAMAC est dispersé dès son arrivée à Versailles au Centre d’instruction des autos-mitrailleuses (CIAM) le 4 novembre. Le matériel et les voitures sont répartis entre plusieurs groupes.

### En Afrique du Nord
On ignore la date exacte de la reconstitution du groupe. Unité de cavalerie d'Afrique en Algérie au moins depuis la mi-1919 à Alger , le 5e groupe d'automitrailleuses de cavalerie en garnison à Blida à partir de mars 1920 n'a laissé aucune trace de ses éventuels engagements jusqu'à sa transformation en 5e escadron d'automitrailleuses de cavalerie le 1er novembre 1922.

## Commandants du5egroupe
- Période Marine[5].
  - Enseigne de vaisseau François de Chevigné (septembre 1914 - 28 février 1916). Il commande également la 10e section et le groupement ad hoc désigné par son nom.
  - La 9e section, pendant la période où elle opère indépendamment du groupe, est commandée successivement par l'enseigne de vaisseau Xavier de Carsalade du Pont du 1er au 17 octobre 1914, puis par l'enseigne de vaisseau André Millet du novembre 1914 au 31 mai 1915, date du regroupement des deux sections sous le commandement de l'EV de Chevigné.
- Période Cavalerie[6]
  - Capitaine Gaspard Charles Joseph de Bourbon-Châlus (avril 1916 - octobre 1917).
  - Capitaine René Farcis (1er janvier 1920 - après 1922).

## Pertes du groupe en opérations
Le faible nombre des blessés du 5e groupe réunis dans le tableau ci-dessous ne peut rendre compte de la totalité des pertes subies par cette unité, aucun état réglementaire n'ayant été conservé. L'indication des circonstances de l'événement peut manquer du fait des lacunes des sources. Les engagements qualifiés d'Action AMAC, indiquent des opérations, offensives ou défensives, dans lesquelles il est fait principalement appel aux spécificités de ces unités mobiles composées de voitures blindées, bien armées en mitrailleuses et canons, servies par des personnels expérimentés et solidaires.
| Grade                              | Nom                         | Date de blessure/décès/disparition | Circonstance |
| ---------------------------------- | --------------------------- | ---------------------------------- | ------------ |
| Enseigne de vaisseau de 1re classe | Xavier de Carsalade du Pont | Blessé le 17 octobre 1914          | Action AMAC  |
| Soldat                             | Pierre Fourès               | Blessé le 10 novembre 1914         | Action AMAC  |
| Soldat                             | Kuhnel                      | Blessé le 24 décembre 1914         | Tranchées    |
| Soldat                             | Charles Poiret              | Blessé le 27 septembre 1915        | Action AMAC  |
| Soldat                             | Jean Cazalis                | Blessé le 3 mars 1916              | Inconnue     |
| Soldat                             | Auguste Laffitte            | Blessé le 8 juillet 1917           | Tranchées    |

## Distinctions
La 10e section du 5e groupe d'autos-canons de la Marine est incluse dans une citation collective à l'ordre de l'armée lors de son engagement dans la reprise de Vermelles :

« Sont citées à l’ordre du Corps d’Armée coloniale : les batteries d’autos-canons du capitaine d’artillerie coloniale Drouet et les 8e et 10e sections d’autos-canons mitrailleuses des capitaines de réserve de Chevigné et Vilmorin, qui se sont offertes pour servir en première ligne une batterie de 80 millimètres de montagne et ont contribué puissamment à faire tomber la première ligne de défense de Vermelles, village tenu par les Allemands, en soutenant nuit et jour la progression de l’infanterie. »

## Personnalités ayant servi au sein du groupe
- Jean Paul Marie d’Arcangues (1889-1941), maréchal-des-logis, descendant d'une famille aristocratique originaire de la commune éponyme du Pays basque.
- Charles Louis Élie Juste Joseph de Beauvau-Craon (1878-1942), lieutenant, descendant d'une famille aristocratique de longue lignée.
- Gaspard Charles Joseph de Bourbon Châlus (1876-1936), lieutenant, apparenté à la lignée des Bourbon Busset.
- Xavier de Carsalade du Pont (1879-1964), enseigne de vaisseau de 1re classe, issu d'une famille aristocratique gasconne.
- François de Chevigné de Poterat (1882-1962), enseigne de vaisseau de 1re classe, comte de Chevigné (titre de courtoisie), fils d'Adhéaume de Chevigné et de Laure de Sade, descendants de familles aristocratiques de longue lignée.
- Charles Émilien Marie Paul Pourroy de Laubérivière de Quinsonas (1880-1967), lieutenant, membre de la famille de Quinsonas, lignée aristocratique du Dauphiné.

## Matériels
- Au départ de Vincennes, chaque section est dotée de trois autos-canons Peugeot modèles 1914 et deux autos-mitrailleuses non blindées (une AM Renault et une autre montée sur châssis Panhard pour la 9e section, deux montées sur châssis Renault pour la 10e section), plus un camion de ravitaillement et une voiture de liaison.
- Les autos-canons blindés modèle 1915 sont remis au groupe en février 1915. Deux autos-mitrailleuses blindés modèle 1915 sont remis à la 9e section en mai 1915.
- Tous les véhicules sont équipés du dispositif d'inversion en marche arrière Raulet-Dombret lors de la reconstitution de l'unité en GAMC en avril 1916 à Boulogne-Billancourt[9].